# Alain Boublil (haut fonctionnaire)
 (août 2016).
Si vous disposez d'ouvrages ou d'articles de référence ou si vous connaissez des sites web de qualité traitant du thème abordé ici, merci de compléter l'article en donnant les références utiles à sa vérifiabilité et en les liant à la section « Notes et références ».
Pour les articles homonymes, voir Boublil.
Alain Boublil, né en 1947, est un haut fonctionnaire français.

## Biographie
Titulaire d’un diplôme d’études approfondies ès mathématiques de la Faculté des sciences de Paris (1970), il est diplômé de l’Institut d'études politiques de Paris (1971), section Service Public et docteur (3e cycle) en économie (1978).
Nommé assistant de mathématiques et de statistiques à la Faculté de droit et de sciences économiques de Nanterre en 1970, il est également, à partir de 1973, directeur d’études au Bureau d’informations et de Prévisions Économiques. Il rejoint alors, auprès de Jacques Attali, l’équipe d’économistes qui conseille François Mitterrand et participe à la campagne présidentielle de 1974. Il adhère au parti socialiste en 1975, suit les questions relatives au logement, puis à la politique industrielle. À ce titre il participe aux discussions sur l’actualisation du programme commun en 1977. En 1979, sous le pseudonyme d’Antoine Laurent, il devient délégué auprès du Premier Secrétaire chargé des questions économiques et co-secrétaire, avec Louis Gallois de la Commission économique du Parti Socialiste.
Entre-temps, en 1977, il a été appelé, comme chargé de mission au service industriel, au Commissariat du Plan où il suit les travaux de préparation du VIIIe Plan relatifs à la construction et l’évolution technologique. Au lendemain de l’élection de François Mitterrand en 1981, il est nommé conseiller technique au secrétariat général de la Présidence de la République, chargé notamment de l’industrie, des transports et du logement.
En mai 1988, il est appelé par Pierre Bérégovoy pour prendre la direction de son cabinet au ministère des Finances. En janvier 1989, à la suite de la campagne de presse consécutive à l’affaire Péchiney qui le met nommément en cause, il présente sa démission, poursuit en diffamation les organes de presse qui l’ont accusé et obtiendra la condamnation de deux d’entre eux, mais n'échappa pas ensuite à l'inculpation de délit d'initié dans le scandale d'État Péchiney Triangle.
Le ministre des Finances le nommera au poste de conseiller et le gouvernement lui confie alors plusieurs missions, dont notamment une sur l'influence des nouvelles techniques sur les marchés financiers (1989), et une seconde, après la chute du mur de Berlin, sur les conséquences  de la réunification de l’Allemagne pour l’économie française (1990). Il est nommé en juillet 1991 directeur général adjoint de Framatome, chargé de la stratégie, de la recherche et du développement technique. Entre temps (1990), le gouvernement le nomme administrateur d’Usinor-Sacilor et le président de General Electric, Jack Welch, lui demande de siéger au Conseil consultatif européen, qu’il vient de créer. 
Le ministre des finances ayant donné son accord, il accepte et il siègera jusqu’en 1995, le conseil étant devenu en 1992, l’International Advisory Board de General Electric. En 1993, peu après le suicide de Pierre Bérégovoy, le nouveau gouvernement lui demande de quitter ses fonctions au conseil d’Usinor-Sacilor, ainsi que chez Framatome. Il crée alors, en 1994, AB 2000, la société de conseil, qu’il préside.
Outre les ouvrages rédigés avant sa nomination à l’Élysée, Alain Boublil publiera en 1996 Keynes reviens ! Ils sont devenus fous, en 1997, Le siècle des Chinois et en 2006 Le Monde comme il est, trois ouvrages où il fait part de ses observations et de ses réflexions sur l’évolution de l’économie mondiale. Il a publié en 2014 Le Nouvel État Stratège aux éditions de l'Archipel

## Ouvrages
- Le Socialisme industriel, Presses universitaires de France, 1977
- Construction, cadre de vie et croissance, Presses universitaires de France, 1980
- Le Soulèvement du sérail, Albin Michel, 1990
- Le pouvoir de l'art, P. Belfond, 1991
- L'étrange docteur Barnes : portrait d'un collectionneur américain, Albin Michel, 1993
- Keynes, reviens ! ils sont devenus fous, Éd. du Rocher, 1996
- Le siècle des Chinois, Éd. du Rocher, 1997
- La chambre 220, Éd. du Rocher, 1997
- Le monde comme il est, Éd. Michalon, 2006
- Le nouvel État stratège, Éditions l'Archipel, 2014
- Une vie avec la gauche, Éditions l'Archipel, 2017